# Rörtjärnen, Västergötland
Rörtjärnen är en sjö i Härryda kommun i Västergötland och ingår i Göta älvs huvudavrinningsområde.